# Barycheloides alluviophilus
Barycheloides alluviophilus är en spindelart som beskrevs av Raven 1994. Barycheloides alluviophilus ingår i släktet Barycheloides och familjen Barychelidae.
Artens utbredningsområde är Nya Kaledonien. Inga underarter finns listade.